# Cerovlje, Devin - Nabrežina
Cerovlje (italijansko Ceroglie) je kraško kmetijsko naselje nad Sesljanom in Vižovljami, pri Mavhinjami, na slovenskem etničnem ozemlju v Občini Devin - Nabrežina. Po podatkih ima 147 prebivalcev. Vas leži ob vznožju Grmade nekaj sto metrov od meje s Slovenijo in je tipično kraško središče, sestavljeno iz jedra značilnih stavb, ki ga obkrožajo novejše stavbe.

## Ime
Ime kraja naj bi izviralo iz latinske besede Quercus cerris (cer, vrsta hrasta), drevesa, ki je značilno za okoliške gozdove.
Ime vasi je bilo poitalijančeno tudi kot Ceroglie dell'Ermada ali Ceroglie dell'Hermada, kar dobesedno pomeni »Cerovlje Grmade«.

## Zgodovina
Vas je prvič omenjena leta 1305 v kupoprodajni pogodbi, vendar obstoj majhne utrjene naselbine v njeni bližini kaže, da je bilo območje poseljeno že v prazgodovini. Kasneje je bila leta 1494 zabeležena na devinski plačilni listi pod imenom Zivolach (jelen). Mala cerkev sv. Cirila in Metoda je bila posvečena leta 1988.
Vas je bila med prvo svetovno vojno zaradi bližine fronte na Grmadi močno poškodovana. Vas so 16. avgusta 1944 opustošile nacistične enote kot maščevanje za podporo prebivalstva slovenskim partizanom.

## Galerija
- Cerkev sv. Cirila in Metoda
- Ceroveljska ulica
- Spotikavec Antona Terčona